# Seyrigia
Seyrigia es un género con seis especies de plantas con flores perteneciente a la familia Cucurbitaceae. 

## Especies seleccionadas
| - Seyrigia bosseri - Seyrigia gracilis - Seyrigia humbertii | - Seyrigia marnieri - Seyrigia multiflora - Seyrigia napifera |